# Franz Peter Hartung
Franz Peter Hartung (* 28. Dezember 1769 in Mayen; † 24. März 1844 ebenda) war ein preußischer Landrat und Geheimer Regierungsrat.

## Leben und Herkunft
Franz Peter Hartung war ein Sohn des Steuereinnehmers Johann Anton Hartung und dessen Ehefrau Anna, geb. Darsche. Nach einem erfolgten Hausunterricht besuchte er Gymnasien in Andernach und Koblenz. Im Anschluss absolvierte er von 1788 bis 1790 ein Studium der Rechtswissenschaften in Mainz und Göttingen. Am 16. Januar 1792 wurde er Steuereinnehmer in Mayen, 1795 Friedensrichter und 1798 Richter am Ziviltribunal des Rhein-Mosel-Departements in Koblenz. 1799 wurde er Präsident der Munizipalverwaltung und Notar in Mayen. Im Jahr 1800 wurde er Bürgermeister (Maire) sowie Kantonalpräsident von Mayen. Hartung war Mitglied des Arrondissementrates und im April 1816 wurde er landrätlicher Kommissar in Mayen. Am 16. Januar 1817 wurde er per Allerhöchster Kabinettsorder (AKO) zum ersten Landrat des nach dem Wiener Kongress neu geschaffenen Landkreises Mayen im Regierungsbezirk Koblenz in der Provinz Großherzogtum Niederrhein ernannt. Am 9. Mai 1830 wurde er mit Patent zum Geheimen Regierungsrat ernannt. Nach 26 Dienstjahren als Landrat wurde er per Allerhöchster Kabinettsorder vom 19. Dezember 1842 auf sein Immediatgesuch vom 12. September 1842 in die Rente verabschiedet, der Dienstaustritt erfolgte am 1. Januar 1843.

## Familie
Hartung war seit dem 10. Februar 1793 mit Katharina Johanna Kleutgen (* 18. Juni 1767 in Koblenz; † 4. Februar 1853 in Mayen), Tochter des Hofgerichtsschöffen aus Koblenz Peter Kleutgen und dessen Ehefrau Apollonia, geb. Hügel, verheiratet. Seine Tochter Anna Ursula Amalie Hartung (* 1794 in Mayen; † 14. April 1880 in Kond bei Monreal) heiratete Johann Joseph Hein.